# Антоніадіс Анастасій Маркович
Анаста́сій Ма́ркович Антоніа́діс (нар.? — пом.?) — український заслужений викладач, статський радник.

## Життєпис

### Освіта
Закінчив 1877 року Київську Духовну академію з курсовим твором «Вчення Гомера та Гесіода про Божество».

### Педагогічна праця
З 21 вересня 1878 року по 1882-1883 навчальний рік працює викладачем предмету Грецька мова у Глухівській прогімназії.
У 1884-1890 навчальних роках працює викладачем предмету Грецька мова у Новгород-Сіверській гімназії.
У 1890-1910 навчальних роках працює викладачем предмету Давні мови у Златопільській чоловічій гімназії.
За сумлінну працю отримує чини державної служби:
- 1884 року — колезький асесор.
- 1885 року — надвірний радник.
- 1889 року — колезький радник.
- 21 вересня 1890 року — статський радник.

### Нагороди
- Орден Святого Станіслава 3 ступеня.
- Орден Святої Анни 3 ступеня.
- Орден Святого Станіслава 2 ступеня (1 січня 1900 року)[33].
- Орден Святої Анни 2 ступеня (1 січня 1905 року).
- Орден Святого Володимира 4 ступеня (1 січня 1909 року)[34].
- Медаль «У пам'ять царювання імператора Олександра III».

### Останні роки життя
Про подальшу долю відомо тільки те, що 7 листопада 1910 року конверт з анкетою для випускників Київської Духовної академії повернувся зі Златополя з позначкою «Адресат виїхав невідомо куди».

## Зазначення
1. 1 2  Биографический словарь выпускников Киевской духовной академии. 1819-1920-е гг. Т.1: А-Й. Киев, 2014. 576 с. [Архівовано 29 грудня 2021 у Wayback Machine.](рос.)
2. ↑  Адрес-Календарь. Общая Роспись начальствующих и прочих должностных лиц в Российской Империи на 1879 год. Часть 1. С. 432. [Архівовано 10 травня 2017 у Wayback Machine.](рос. дореф.)
3. ↑  Адрес-Календарь. Общая Роспись начальствующих и прочих должностных лиц в Российской Империи на 1880 год. Часть 1. С. 435. [Архівовано 10 травня 2017 у Wayback Machine.](рос. дореф.)
4. ↑  Адрес-Календарь. Общая Роспись начальствующих и прочих должностных лиц в Российской Империи на 1881 год. Часть 1. С. 430. [Архівовано 22 жовтня 2016 у Wayback Machine.](рос. дореф.)
5. ↑  Адрес-Календарь. Общая Роспись начальствующих и прочих должностных лиц в Российской Империи на 1882 год. Часть 1. С. 423. [Архівовано 22 жовтня 2016 у Wayback Machine.](рос. дореф.)
6. ↑  Адрес-Календарь. Общая Роспись начальствующих и прочих должностных лиц в Российской Империи на 1883 год. Часть 1. С. 424. [Архівовано 22 жовтня 2016 у Wayback Machine.](рос. дореф.)
7. ↑  Адрес-Календарь. Общая Роспись начальствующих и прочих должностных лиц в Российской Империи на 1885 год. Часть 1. С. 410. [Архівовано 22 жовтня 2016 у Wayback Machine.](рос. дореф.)
8. ↑  Адрес-Календарь. Общая Роспись начальствующих и прочих должностных лиц в Российской Империи на 1886 год. Часть 1. С. 407. [Архівовано 22 жовтня 2016 у Wayback Machine.](рос. дореф.)
9. ↑  Адрес-Календарь. Общая Роспись начальствующих и прочих должностных лиц в Российской Империи на 1887 год. Часть 1. С. 403. [Архівовано 22 жовтня 2016 у Wayback Machine.](рос. дореф.)
10. ↑  Адрес-Календарь. Общая роспись начальствующих и прочих должностных лиц по всем управлениям в Российской Империи, часть 1. С. 402. [Архівовано 22 жовтня 2016 у Wayback Machine.](рос. дореф.)
11. ↑  Адрес-календарь. Общая роспись начальствующих и прочих должностных лиц по всем управлениям в Российской Империи, часть 1. С. 396. [Архівовано 22 жовтня 2016 у Wayback Machine.](рос. дореф.)
12. ↑  1890. Адрес-календарь Российской Империи. Часть 1. С. 397. [Архівовано 10 квітня 2011 у Wayback Machine.](рос. дореф.)
13. ↑  1891. Адрес-календарь. Общая роспись начальствующих и прочих должностных лиц по всем управлениям в Российской Империи, часть 1. С. 394. [Архівовано 22 жовтня 2016 у Wayback Machine.](рос. дореф.)
14. ↑  Адрес-календарь. Общая роспись начальствующих и прочих должностных лиц по всем управлениям в Российской Империи на 1892 год, часть 1. С. 385. [Архівовано 22 жовтня 2016 у Wayback Machine.](рос. дореф.)
15. ↑  Адрес-календарь. Общая роспись начальствующих и прочих должностных лиц по всем управлениям в Российской Империи на 1893 год, часть 1. С. 519. [Архівовано 22 жовтня 2016 у Wayback Machine.](рос. дореф.)
16. ↑  Адрес-Календарь. Общая Роспись начальствующих и прочих должностных лиц по всем управлениям в Российской Империи на 1894 год. Часть 1. С. 535. [Архівовано 22 жовтня 2016 у Wayback Machine.](рос. дореф.)
17. ↑  Памятная книжка Киевской губернии на 1895 год. С. 139. [Архівовано 22 жовтня 2016 у Wayback Machine.](рос. дореф.)
18. ↑  Памятная книжка Киевской губернии на 1896 год. С. 211. [Архівовано 22 жовтня 2016 у Wayback Machine.](рос. дореф.)
19. ↑  Памятная книжка Киевской губернии на 1897 год. С. 235. [Архівовано 26 лютого 2015 у Wayback Machine.](рос. дореф.)
20. ↑  Адрес-Календарь. Общая Роспись начальствующих и прочих должностных лиц по всем управлениям в Российской Империи на 1898 год. Часть 1 и 2. Ч 1. С. 229 [Архівовано 26 лютого 2015 у Wayback Machine.](рос. дореф.)
21. ↑  1899. Адрес-Календарь. Общая Роспись начальствующих и прочих должностных лиц во всем управлении Российской Империи. Часть 1 и 2. Ч 1. С. 235 [Архівовано 7 травня 2017 у Wayback Machine.](рос. дореф.)
22. ↑  Адрес-Календарь. Общая роспись начальствующих и прочих должностных лиц по всем управлениям в Российской Империи на 1900 год, часть 1 и 2. Ч 1. С. 225 [Архівовано 10 травня 2017 у Wayback Machine.](рос. дореф.)
23. ↑  Адрес-Календарь. Общая роспись начальствующих и прочих должностных лиц по всем управлениям в Российской Империи на 1901 год, часть 1 и 2. Ч 1. С. 239 [Архівовано 10 квітня 2011 у Wayback Machine.](рос. дореф.)
24. ↑  Адрес-Календарь. Общая роспись начальствующих и прочих должностных лиц по всем управлениям в Российской Империи на 1902 год, часть 1 и 2. Ч 1. С. 239 [Архівовано 10 травня 2017 у Wayback Machine.](рос. дореф.)
25. ↑  Адрес-Календарь. Общая роспись начальствующих и прочих должностных лиц по всем управлениям в Российской Империи на 1903 год. Часть 1 и 2. Ч 1. С. 237 [Архівовано 10 травня 2017 у Wayback Machine.](рос. дореф.)
26. ↑  Адрес-Календарь. Общая роспись начальствующих и прочих должностных лиц по всем управлениям в Российской Империи на 1904 год, часть 1 и 2. Ч 1. С. 244 [Архівовано 7 травня 2017 у Wayback Machine.](рос. дореф.)
27. ↑  Адрес-Календарь. Общая роспись начальствующих и прочих должностных лиц по всем управлениям в Российской Империи на 1905 год, часть 1 и 2. Ч 1. С. 252 [Архівовано 7 травня 2017 у Wayback Machine.](рос. дореф.)
28. ↑  Адрес-Календарь. Общая роспись начальствующих и прочих должностных лиц по всем управлениям в Российской Империи на 1906 год, часть 1 и 2. Ч 1. С. 264 [Архівовано 5 листопада 2016 у Wayback Machine.](рос. дореф.)
29. ↑  Адрес-Календарь. Общая роспись начальствующих и прочих должностных лиц по всем управлениям в Российской Империи на 1907 год, часть 1 и 2. Ч 1. С. 270 [Архівовано 7 травня 2017 у Wayback Machine.](рос. дореф.)
30. ↑  Адрес-Календарь. Общая роспись начальствующих и прочих должностных лиц по всем управлениям в Российской Империи на 1908 год, часть 1 и 2. Ч 1. С. 280 [Архівовано 5 листопада 2016 у Wayback Machine.](рос. дореф.)
31. ↑  Адрес-Календарь. Общая роспись начальствующих и прочих должностных лиц по всем управлениям в Российской Империи на 1909 год, часть 1 и 2. Ч 1. С. 304 [Архівовано 5 листопада 2016 у Wayback Machine.](рос. дореф.)
32. ↑  Адрес-Календарь. Общая Роспись начальствующих и прочих должностных лиц по всем управлениям в Российской империи на 1910 год. Часть 1 и 2. Ч 1. С. 324 [Архівовано 30 жовтня 2016 у Wayback Machine.](рос. дореф.)
33. ↑  Державний архів Кіровоградської області. Список запиту на нагороди для Златопільської чоловічої гімназії. Фонд 499, опис.1, справа 595, C.1 [Архівовано 30 листопада 2016 у Wayback Machine.](рос. дореф.)
34. ↑  Державний архів Кіровоградської області. Супровідний лист до нагород. Фонд 499, опис.1, справа 652, C.30 [Архівовано 30 листопада 2016 у Wayback Machine.](рос. дореф.)